# بخش سرآب‌باغ
بخش سراب‌باغ یکی از بخش‌های تابعه شهرستان آبدانان در استان ایلام در غرب ایران است.مردم این بخش کرد هستند.

## جمعیت
بنابر سرشماری مرکز آمار ایران، جمعیت بخش سراب باغ شهرستان آبدانان در سال ۱۳۸۵ برابر با ۱۰۱۷۰ نفر بوده‌است.

## روستاهای تابعه بخش سراب باغ
- سرپله
- وچکبود
- ژیور
- گل گل
- سراب نقل
- سیاه گاو

## تغییرات در تقسیمات کشوری
به گزارش حوزه دولت خبرگزاری فارس، هیئت وزیران در جلسه مورخ ۱۲ آبان ۹۲ بنا به پیشنهاد شماره ۱٫۴٫۴۲٫۴۰۵۵۹ مورخ ۲۷/۳/۹۲ وزارت کشور و به استناد ماده (۱۳) قانون تعاریف و ضوابط تقسیمات کشوری مصوب ۱۳۶۲ تصویب نمود که: روستاها، مزارع و مکان‌های زیر از دهستان چم‌کبود بخش سراب باغ شهرستان آبدانان منتزع و به دهستان جابر انصار در بخش مرکزی همان شهرستان ملحق می‌شوند:
- ۱. چم کبود ۲. ماهوته .۳ طلور ۴. پادگان قدس سپاه ۵. سنگ‌شکن نیکوکاران ۶. فرودگاه نیروی هوایی ارتش.
- مرکز دهستان چم کبود از روستای چم کبود به روستای وچکاب انتقال می‌یابد.
- «وچ کبود» از توابع بخش سراب باغ شهرستان آبدانان به «چم کبود» تغییر می‌یابد.[۲]